# Daniele Giorgi
Daniele Giorgi (Roma, 6 gennaio 1985) è un ex pallanuotista italiano, di ruolo difensore.
Cresciuto nelle file delle Fiamme Oro di Roma, è passato poi nell'AS Roma Pallanuoto nel 2002 e nella Roma Vis Nova l'anno successivo, poi tre anni al Civitavecchia. Si fa notare nei tre anni trascorsi a Sori, dove vince la Coppa Comen. Viene quindi acquistato dalla AN Brescia nell'estate del 2010 dove disputa due finali e conquista una Coppa Italia (oltre ad essere per quattro volte vicecampione d'Italia). Dopo cinque stagioni con la calottina lombarda si trasferisce alla Lazio nell'estate 2015.